# Лозна (Трстеник)
Лозна је насеље у Србији у општини Трстеник у Расинском округу. Према попису из 2022. било је 301 становника (према попису из 1991. било је 403 становника).

## Демографија
У насељу Лозна живи 319 пунолетних становника, а просечна старост становништва износи 43,2 година (42,9 код мушкараца и 43,5 код жена). У насељу има 144 домаћинства, а просечан број чланова по домаћинству је 2,64.
Ово насеље је великим делом насељено Србима (према попису из 2002. године), а у последња три пописа, примећен је пад у броју становника.
|  |

| Демографија | Демографија | Демографија |
| Година      | Становника  | Становника  |
| ----------- | ----------- | ----------- |
| 1948.       | 416         |             |
| 1953.       | 428         |             |
| 1961.       | 460         |             |
| 1971.       | 428         |             |
| 1981.       | 440         |             |
| 1991.       | 403         | 396         |
| 2002.       | 380         | 391         |

| Етнички састав према попису из 2002.‍ | Етнички састав према попису из 2002.‍ | Етнички састав према попису из 2002.‍ | Етнички састав према попису из 2002.‍ | Етнички састав према попису из 2002.‍ |
| ------------------------------------ | ------------------------------------ | ------------------------------------ | ------------------------------------ | ------------------------------------ |
|                                      |                                      |                                      |                                      |                                      |
| Срби                                 | Срби                                 |                                      | 370                                  | 97,36%                               |
| Руси                                 | Руси                                 |                                      | 1                                    | 0,26%                                |
| непознато                            | непознато                            |                                      | 5                                    | 1,31%                                |

| Година пописа     | 1948. | 1953. | 1961. | 1971. | 1981. | 1991. | 2002. |
| ----------------- | ----- | ----- | ----- | ----- | ----- | ----- | ----- |
| Број домаћинстава | 73    | 77    | 95    | 96    | 112   | 108   | 144   |

| Број чланова      | 1  | 2  | 3  | 4  | 5 | 6 | 7 | 8 | 9 | 10 и више | Просек |
| ----------------- | -- | -- | -- | -- | - | - | - | - | - | --------- | ------ |
| Број домаћинстава | 33 | 39 | 30 | 37 | 1 | 2 | 2 | 0 | 0 | 0         | 2,64   |

| Пол    | Укупно | Неожењен/Неудата | Ожењен/Удата | Удовац/Удовица | Разведен/Разведена | Непознато |
| ------ | ------ | ---------------- | ------------ | -------------- | ------------------ | --------- |
| Мушки  | 175    | 58               | 100          | 13             | 4                  | 0         |
| Женски | 158    | 30               | 103          | 25             | 0                  | 0         |
| УКУПНО | 333    | 88               | 203          | 38             | 4                  | 0         |

| Пол    | Укупно                    | Пољопривреда, лов и шумарство | Рибарство                            | Вађење руде и камена | Прерађивачка индустрија       |
| ------ | ------------------------- | ----------------------------- | ------------------------------------ | -------------------- | ----------------------------- |
| Мушки  | 107                       | 16                            | 0                                    | 0                    | 57                            |
| Женски | 64                        | 32                            | 0                                    | 0                    | 17                            |
| УКУПНО | 171                       | 48                            | 0                                    | 0                    | 74                            |
| Пол    | Производња и снабдевање   | Грађевинарство                | Трговина                             | Хотели и ресторани   | Саобраћај, складиштење и везе |
| Мушки  | 0                         | 9                             | 12                                   | 1                    | 4                             |
| Женски | 0                         | 0                             | 3                                    | 3                    | 0                             |
| УКУПНО | 0                         | 9                             | 15                                   | 4                    | 4                             |
| Пол    | Финансијско посредовање   | Некретнине                    | Државна управа и одбрана             | Образовање           | Здравствени и социјални рад   |
| Мушки  | 0                         | 3                             | 2                                    | 0                    | 0                             |
| Женски | 0                         | 3                             | 0                                    | 2                    | 3                             |
| УКУПНО | 0                         | 6                             | 2                                    | 2                    | 3                             |
| Пол    | Остале услужне активности | Приватна домаћинства          | Екстериторијалне организације и тела | Непознато            | Непознато                     |
| Мушки  | 0                         | 0                             | 0                                    | 3                    | 3                             |
| Женски | 1                         | 0                             | 0                                    | 0                    | 0                             |
| УКУПНО | 1                         | 0                             | 0                                    | 3                    | 3                             |